# Antonio Marotta
Antonio Marotta detto Nino (Torchiara, 15 dicembre 1947) è un politico italiano.

## Biografia
Vive a Pellezzano (Salerno); si è laureato in Giurisprudenza presso l'Università Federico II di Napoli il 22 luglio 1971 e come avvocato penalista è stato componente del Consiglio dell'Ordine degli Avvocati di Salerno.
Ha ricoperto incarichi nella Camera Penale Salernitana tra cui prima quello di tesoriere poi quello di segretario ed infine quello di vicepresidente. Ha partecipato, quale componente della Camera Penale, alla fondazione dell'Unione Camere Penali Italiane.
Intrapresa la carriera politica, nel 1990 è stato eletto Sindaco del comune di Pellezzano.
Nel 2002 è stato nominato componente del Consiglio superiore della magistratura dal Parlamento in seduta comune con 589 voti in quota UDC, ricoprendo vari incarichi: vice presidente della III Commissione (Commissione per i trasferimenti) e IV Commissione (Commissione per gli uditori, la progressione dei magistrati e le valutazioni della professionalità), nonché vice presidente della IX Commissione (Commissione per il tirocinio e la formazione professionale) e componente della VIII Commissione (Commissione per i magistrati onorari) del CSM. È stato in seguito presidente della IV e della V Commissione (Commissione per il conferimento degli uffici direttivi) e componente della Sezione disciplinare del CSM.
Il 4 ottobre 2005, nell'ambito della XIV legislatura, è entrato a far parte della Camera dei deputati nel gruppo UDC per subentro (venendo ripescato dal collegio uninominale nº15 di Salerno-Mercato San Severino), partecipando come componente alla II Commissione Giustizia della Camera dei Deputati e al Comitato per la Legislazione.
Alle elezioni politiche del 2006 è candidato al Senato della Repubblica con l'Unione di Centro, senza venire tuttavia eletto.
Nel 2006 è stato candidato Sindaco di centro-destra (FI, AN, UDC e PRI) al Comune di Salerno ed è entrato a far parte dell'amministrazione come consigliere comunale ed eletto presidente della Commissione Trasparenza.

Il 4 agosto 2009 è stato nominato dalla Presidenza del Consiglio dei Ministri a vice capo del Dipartimento dell'Organizzazione Giudiziaria del Personale e dei Servizi presso il Ministero della Giustizia, incarico ricoperto fino al 16 febbraio 2012.
Il 16 maggio 2012 è stato eletto dal Senato della Repubblica componente del Consiglio di Presidenza della Giustizia Amministrativa, col ruolo di vicepresidente.
Alle elezioni politiche del 2013 viene eletto per la seconda volta alla Camera dei Deputati per la XVII Legislatura nella circoscrizione Campania 1,  all'interno delle liste del Popolo della Libertà, facendo parte della Commissione giustizia e del Consiglio di Giurisdizione.
Il 16 novembre 2013, con la sospensione delle attività de Il Popolo della Libertà, aderisce a Forza Italia.
Il 25 giugno 2015 lascia Forza Italia e aderisce al Nuovo Centrodestra.
Il 18 marzo 2017, con lo scioglimento del Nuovo Centrodestra, confluisce in Alternativa Popolare.
Non è più ricandidato in Parlamento alle elezioni politiche del 2018.
Ad ottobre 2018 aderisce all'Unione di Centro, divenendo in seguito responsabile del dipartimento Giustizia del partito.